# Vlogmania
Vlogmania is een Nederlandse jeugdserie die wordt uitgezonden door NTR op NPO Zapp. De serie bestaat uit verschillende sketches waarin verschillende mensen gevolgd worden die vlogger willen worden.

## Personages
De familie Kick is een vlogfamilie die elke dag een video plaatst op YouTube. De ouders Michael en Jessica Kick vinden dit geweldig, in tegenstelling tot de kinderen Daisy en Delano. In hun vlogs zijn de kinderen vaak chagrijnig te zien, terwijl de ouders hyperactief zijn. In de meeste vlogs doet Michael iets doms, waardoor hij opgehaald moet worden door de ambulance. Wanneer dit gebeurt, vertrekken de kinderen naar school (dit mogen ze niet van hun ouders, omdat ze een vlog moeten opnemen).
Jason is 2 jaar oud en de jongste vlogger van heel Nederland. Zijn moeder is zijn manager. Hij vraagt vaak (dure) dingen aan zijn moeder, meestal krijgt hij die niet van zijn moeder, waarop hij begint te krijsen. Hier wordt zijn moeder gek van, waardoor hij toch alles krijgt.
Ans en Johan zijn een echtpaar dat elke week vlogs plaatst. In seizoen 1 spelen ze live online Memory tot 12 uur in de nacht. Er gebeurt dan meestal iets onverwachts. In seizoen 2 plaatsen ze challengevlogs, waarin meestal Johan valsspeelt of er gebeurt een ongeluk.
Jaylinn is een tienervlogger met 14 volgers. Ze gedraagt zich echter als een vlogster met miljoenen volgers. Ze maakt vaak gratis reclame, geeft tips voor andere tienermeiden of laat 1 van haar talenten zien of horen (wat ze meestal niet kan). Haar vlogs worden vrijwel altijd verstoord door haar broertje Jordy. Hij doet dit door stiekem binnen te komen en haar aan het schrikken te maken, wat ze natuurlijk niet leuk vindt.
Operazanger Tony Heemskerk plaatst filmpjes waarin hij, gekleed in smoking, operaversies zingt van bekende liedjes. In seizoen 1 zijn dit verschillende soorten liedjes, in seizoen 2 alleen kinderliedjes.
Bianca plaatst foodvlogs waarin ze diverse dingen kookt. Er gebeurt vrijwel altijd iets dat ze niet kan voorspellen, zoals een oven die het niet doet, of dat ze 4 uur moet wachten.
Complotdenker Geert plaatst vlogs waarin hij complotten ontmaskert. Vaak zijn dit complotten die gaan over wezens die volgens hem niet bestaan, zoals de Paashaas en de Kerstman. Zijn eigen moeder is vaak betrokken in het zogenaamde complot: hij confronteert haar er dan mee, maar zij vindt zijn vlogs maar niks.
Reviewer Martin plaatst elke dag een vlog waarin hij een product beoordeelt. Hij gebruikt echter de producten als andere producten, zoals een paraplu als een boodschappentas. In seizoen 1 was te zien dat er elke dag dezelfde pakketbezorger voor zijn deur staat, met wie Martin dan een korte dialoog heeft. In seizoen 2 was te zien dat hij zijn producten koopt in de winkel van Bea.
Emma maakt elke dag knutselvlogs. Deze kan ze niet altijd plaatsen en wanneer ze niet kan vraagt ze altijd haar vader Freek. Freek maakt er altijd een zooitje van.
Opa Jaap maakt vlogs voor de jeugd en geeft ze tips zodat ze vervelende dingen die ze van hun ouders moeten doen kunnen ontwijken, zoals huiswerk maken of spruitjes eten.
Juf Harda is een juf die doordeweeks les geeft aan groep 4 en groep 8. Elke zaterdag plaatst ze een vlog waarin ze dingen vertelt over bijvoorbeeld: bruggen, afval weggooien of huisdieren. Vaak ziet ze iemand die deze dingen stukmaakt of iets slechts doet en dan grijpt ze op een harde manier in.

## Rolverdeling
| Personnage       | Acteur/Actrice                                                     | Soort vlogs                                                             | Seizoen   |
| ---------------- | ------------------------------------------------------------------ | ----------------------------------------------------------------------- | --------- |
| Michael Kick     | Ruben van der Meer                                                 | Vlogfamilie                                                             | 1, 2 en 3 |
| Jessica Kick     | Ilse Warringa                                                      | Vlogfamilie                                                             | 1, 2 en 3 |
| Daisy Kick       | Lilo van den Bosch (seizoen 1 en 2) Kika van de Vijver (seizoen 3) | Vlogfamilie                                                             | 1, 2 en 3 |
| Delano Kick      | Joep van Vliet                                                     | Vlogfamilie                                                             | 1, 2 en 3 |
| Ans              | Tina de Bruin                                                      | Gamevlogs (seizoen 1), Challengevlogs (seizoen 2)                       | 1, 2 en 3 |
| Johan            | Rop Verheijen                                                      | Gamevlogs (seizoen 1), Challengevlogs (seizoen 2)                       | 1, 2 en 3 |
| Tony Heemskerk   | Alex Klaasen                                                       | Operavlogs                                                              | 1, 2 en 3 |
| Jason            | Jandino Asporaat                                                   | Peutervlogs                                                             | 1 en 2    |
| Bianca           | Ellen Pieters                                                      | Foodvlogs                                                               | 1         |
| Jaylinn          | Sarah Bannier                                                      | Tienervlogs                                                             | 1, 2 en 3 |
| Jordy            | Lucas Reijnders                                                    | Verpest altijd de vlogs van zijn zus Jaylinn                            | 1, 2 en 3 |
| Freek            | Simon Groen                                                        | Neemt de knutselvlogs van zijn dochter Emma over.                       | 1         |
| Moeder van Geert | Ingeborg Elzevier(seizoen 1 en 3) Wieteke van Dort (seizoen 2)     | Heeft veel kritiek over de vlogs van haar zoon, wordt vaak ‘ontmaskerd’ | 1, 2 en 3 |
| Martin           | Arjan Ederveen                                                     | Reviewvlogs                                                             | 1, 2 en 3 |
| Opa Jaap         | Kees Hulst                                                         | Vlogs voor de jeugd                                                     | 1 en 2    |
| Geert Bakker     | Simon Groen                                                        | Complotvlogs                                                            | 1, 2 en 3 |
| Juf Harda        | Simon Groen                                                        | Vlogs over goede dingen                                                 | 2 en 3    |

## Seizoen 3
Inmiddels maakt NPO Zapp een nieuw seizoen met nieuwe personages. Bekenden blijven er wel bij zoals de Familie Kick, Jaylinn en Operazanger Tony Heemskerk. Nieuwe personages zijn bijvoorbeeld Peutervlogger Layla, Politievlogger Job {meer vloggers}.